# Jakob Trumpfheller
Jakob Trumpfheller (* 9. Januar 1887 in Erbach; † 13. April 1975 in Mannheim) war ein deutscher Politiker (SPD).

## Leben
Nach der Volksschule absolvierte Trumpfheller eine Lehre als Schlosser. Zwischen 1907 und 1922 war er in Mannheim bei Heinrich Lanz, Joseph Vögele und Benz & Cie. beschäftigt. Danach war er Geschäftsführer des Gemeinde- und Staatsarbeiterverbands in Mannheim und zugleich ab 1923 Vorsitzender des örtlichen ADGB-Kartells.
Bereits 1919 war Trumpfheller für die SPD Mitglied des Mannheimer Bürgerausschusses geworden und ab 1927 war er auch Stadtrat. 1928 wurde er zum Vorsitzenden der Mannheimer SPD gewählt und rückte als Abgeordneter in den badischen Landtag nach, verzichtete aber im Jahr darauf auf eine erneute Kandidatur. 1933 wurde er von den Nationalsozialisten aus allen Ämtern gedrängt und bis 1945 mehrfach inhaftiert.
Nach dem Ende des Zweiten Weltkriegs war er Geschäftsführer des ADGB und dann von 1946 bis 1959 Erster Bürgermeister und Stellvertreter des Oberbürgermeisters von Mannheim. In diesem Amt folgte ihm Ludwig Ratzel nach. Als Vertreter der Gewerkschaften gehörte Trumpfheller der Vorläufigen Volksvertretung für Württemberg-Baden an. Nach dem Tod von Fritz Cahn-Garnier 1949 und nach der Wahlanfechtung gegen Hans Reschke 1955/56 war er zudem amtierendes Stadtoberhaupt von Mannheim. Da Trumpfheller zugleich von 1945 bis 1956 Vorsitzender der Mannheimer SPD war, prägte er die Wiederaufbauzeit der Stadt entscheidend mit.

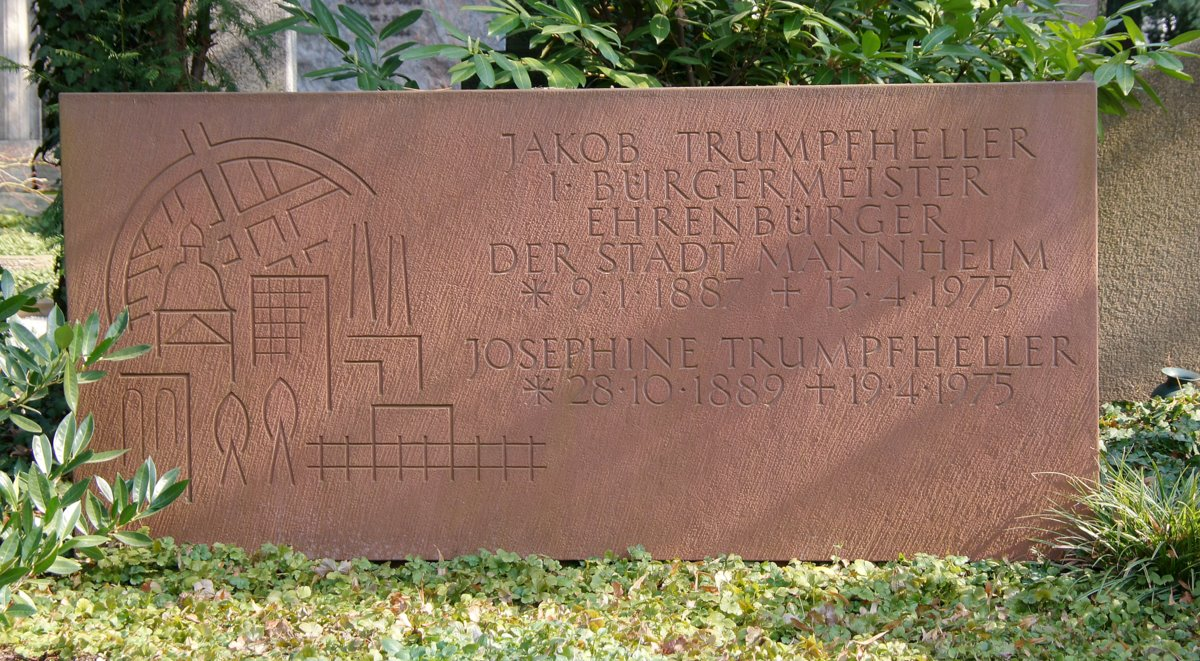
Trumpfhellers Grab in Mannheim

Seine aus Baden-Baden stammende Frau Josephine Hilger (1889–1975) starb nach fast 63-jähriger Ehe sechs Tage nach ihm. Sein Grab auf dem Hauptfriedhof Mannheim besteht aus einer breiten Grabwand aus rotem Sandstein. Darauf finden sich stilisierte Darstellungen historischer und neuer Gebäude Mannheims, darunter das alte Kaufhaus und das Nationaltheater.

## Ehrungen
Die Wirtschaftshochschule Mannheim verlieh Trumpfheller die Würde eines Ehrensenators, 1964 verlieh ihm die Stadt Mannheim die Ehrenbürgerwürde. Nach seinem Tod wurde 1975 eine Straße nach ihm benannt.